# سارنیکو
سارنیکو (به ایتالیایی: Sarnico) یک کومونه در ایتالیا است که در استان برگامو واقع شده‌است.

## خصوصیات
سارنیکو ۶٫۴ کیلومترمربع مساحت و ۶٬۵۴۰ نفر جمعیت دارد و ۱۹۷ متر بالاتر از سطح دریا واقع شده‌است.

## خواهرخوانده
شهر Plan-de-Cuques خواهرخواندهٔ سارنیکو هست.